# Breitenau (Oederan)
Breitenau ist ein Gemeindeteil der sächsischen Stadt Oederan im Landkreis Mittelsachsen. Das heutige Breitenau entstand durch die Zusammenlegung der Orte Breitenau mit Thiemendorf und Hetzdorf.

## Geografie
Breitenau liegt etwa 17 Kilometer östlich der sächsischen Großstadt Chemnitz. Durch den Ort fließt der Hetzbach, ein Zufluss der Flöha.
Nachbarorte von Breitenau sind Börnichen im Norden, Oederan im Nordosten, Görbersdorf im Osten, Gahlenz und Hammerleubsdorf im Südosten, Lößnitztal im Süden, Hetzdorf und Metzdorf im Südwesten sowie Falkenau im Westen.

## Geschichte

### Breitenau
Die erste belegte Ortsnamenform datiert von 1378 als Breytenow. Der Ortsname „Breitenau“ ist auf die geographische Lage des Ortes zurückzuführen und lässt sich als „Siedlung in der weit ausgedehnten Aue“ deuten.
August Schumann nennt 1814 im Staats-, Post- und Zeitungslexikon von Sachsen Breitenau betreffend u. a.:

„Es hat 243 Einwohner, unter denen 12 Bauern und 12 Häusler sich befinden. Hier ist ein amtssässiges Rittergut und 2 Mühlen von 4 Gängen. Der Ort ist ein Oederan’sches Pfarrdotal-Lehndorf, worüber Kurfürst Christian II. dem Pfarrer zu Oederan die Lehn und Gerichte ertheilt hat.“

Albert Schiffner widerspricht bzw. ergänzt 1827 u. a.:

„[…] hat keineswegs ein Rittergut, sondern bildet ein amtsässiges Gericht, dem jedesmal. Oberpfarrer zu Oederan zuständig, nachdem es Landgr. Wilhelm 1355, unter dem Namen Breiten Aw, zu einer ewigen Frühmesse der dortigen Stadtkirche, zu welcher es auch gepfarrt ist, geschenkt hatte. Vorher hatte es Nikl. V. Leupelsdorf […] besessen.
Der Ort hat gegen 330 Seelen, 18 ½ Hufen ziemlich bergiger, obwohl nicht eben schlechter Felder, […]. Es giebt hier viele Fabrikarbeiter; auch deuten zahlreiche Halden und Bingen auf ehemaligen Bergbau. […] Von beiden Mühlen heißt eine die Kreuzmühle. Ehedem war auch eine Försterei hier.“

Durch die Zueignung des Dorfes an die Stadtkirche Oederan, nahm es grundrechtlich dahingehend eine besondere Stellung ein. Die Bauern waren nicht einem Grundherren, sondern der Kirche gegenüber zu Frondiensten und Abgaben verpflichtet. Diese Dienste waren im „Gesetz und Ordnung des Dorfes Breitenau 1610“ genau geregelt. So war darin bspw. festgehalten, dass die Bauern verpflichtet waren, das Deputatholz für den Pfarrer von Oederan anzufahren sowie auf- und abzuladen.
Am 1. Januar 1921 wurde Thiemendorf eingemeindet, am 1. April 1927 folgte Hetzdorf.
1953 und 1954 wurden in Breitenau zwei Örtliche Landwirtschaftsbetriebe gegründet. Sie schlossen sich 1955 zur LPG „des Friedens“ zusammen, die sich auf die Rinderproduktion spezialisierte. Neben der LPG „des Friedens“ entstanden in Breitenau 1952 bzw. 1960 noch zwei LPGen des Typs I. Beide Betriebe schlossen sich in den 60er Jahren der LPG „des Friedens“ an, die ab 1967 die gesamte landwirtschaftliche Nutzfläche des Ortes bewirtschafte. Nach der Vereinigung mit den LPGen aus Börnichen und Schönerstadt 1974 spezialisierte sich die LPG „des Friedens“ Breitenau auf die Tierproduktion mit den Zweigen Milch- und Färsenproduktion sowie Schweinezucht. Als weitere Produktionszweige baute man ab 1983 den Embryotransfer von Rindern sowie ab 1984 das Damwildgehege auf. Nach der politischen Wende 1989 endete die Geschichte der LPG „des Friedens“. Am 3. April 1991 wurde die Agrozuchtfarm Breitenau e. G. ins Leben gerufen. Im Jahr 2001 beschäftigte sie 44 Mitarbeiter, die 1600 Hektar Nutzfläche bewirtschafteten und 1300 Rinder, darunter 600 Milchkühe, versorgten. Hinzu kamen 400 Stück Damwild, eine Schafherde, Gänse, Enten und Tauben. Die Schweineproduktion ist zum Jahresende 2000 eingestellt worden.
Breitenau liegt an der Bahnstrecke Dresden–Werdau. Am 23. Mai 1995 ereignete sich ein Eisenbahnunfall bei Breitenau mit mehreren Toten und Verletzen.
Am 1. Januar 1997 wurde Breitenau nach Oederan eingemeindet.

### Thiemendorf
Die erste belegte Ortsnamenform datiert von 1350 als Tymendorf. August Schumann nennt 1824 im Staats-, Post- und Zeitungslexikon von Sachsen Thiemendorf betreffend u. a.:

„Es hat über 50 Häuser und über 400 Einwohner. Unter letztern sind 20 Bauern, die übrigen sind Häusler; auch 2 Mühlen gehören dazu. Die Einwohner sind nach Oederangepfarrt.“

Albert Schiffner ergänzt 1833 u. a.:

„[…] besitz 27 ½ Hufen sehr bergiger Fluren, gab 1801 396 Consum. an, hat jetzt nahe an 600 Seelen, u. liefert viel Garn u. Gewebe.“

| Jahr | Einwohnerzahl                                        |
| ---- | ---------------------------------------------------- |
| 1551 | 18 besessene Mann, 7 Häusler, 4 Inwohner, 29 ½ Hufen |
| 1764 | 19 besessene Mann, 25 Häusler, 30 ½ Hufen            |
| 1834 | 590                                                  |

| Jahr | Einwohnerzahl |
| ---- | ------------- |
| 1871 | 691           |
| 1890 | 768           |
| 1910 | 875           |

### Hetzdorf
Die erste belegte Ortsnamenform von Hetzdorf datiert von 1378 als Heczelstorf. August Schumann nennt 1817 im Staats-, Post- und Zeitungslexikon von Sachsen Hetzdorf betreffend u. a.:

„[…], am Hetzelbache, beim Einflusse in die Flöhe gelegen. Es hat gegen 100 Einwohner, unter denen 9 Bauern sind.“

| Jahr | Einwohnerzahl                                     |
| ---- | ------------------------------------------------- |
| 1551 | 7 besessene Mann, 1 Gärtner, 6 Inwohner, 11 Hufen |
| 1764 | 7 besessene Mann, 11 ½ Hufen                      |
| 1834 | 87                                                |
| 1871 | 223                                               |

| Jahr | Einwohnerzahl |
| ---- | ------------- |
| 1890 | 259           |
| 1910 | 219           |
| 1925 | 211           |

## Entwicklung der Einwohnerzahl von Breitenau
| Jahr | Einwohnerzahl                              |
| ---- | ------------------------------------------ |
| 1551 | 13 besessene Mann, 19 Inwohner, 19 ½ Hufen |
| 1764 | 12 besessene Mann, 13 Häusler, 18 ½Hufen   |
| 1834 | 355                                        |
| 1871 | 412                                        |

| Jahr   | Einwohnerzahl |
| ------ | ------------- |
| 1890   | 451           |
| 1910   | 426           |
| 1925 1 | 1375          |
| 1939 2 | 1382          |

| Jahr   | Einwohnerzahl |
| ------ | ------------- |
| 1946 2 | 1736          |
| 1950 2 | 1728          |
| 1964 2 | 1455          |
| 1990 2 | 985           |